# Torrassa metróállomás
Torrassa egyike a Spanyolországban található barcelonai metró metróállomásainak.

## Metróvonalak
Az állomást az alábbi metróvonalak érintik:
- 1-es metróvonal
- 9-es metróvonal
- 10-es metróvonal

## Kapcsolódó állomások
Az állomáshoz az alábbi állomások vannak a legközelebb:
- Florida (Hospital de Bellvitge, 1-es metróvonal)
- Santa Eulàlia (Fondo, 1-es metróvonal)
- Can Tries | Gornal (ZAL – Riu Vell (Barcelona Metro), 10-es metróvonal)
- Collblanc (Zona Universitària, 9-es metróvonal)
- Can Tries | Gornal (Estación de Aeroport T1, 9-es metróvonal)
- Collblanc (Collblanc, 10-es metróvonal)